# Paspébiac
Paspébiac é uma cidade localizada na província de Quebec no Canadá.